# William J. Henderson
William J. Henderson (* 16. Juni 1947) ist ein US-amerikanischer Geschäftsmann. Er war der 71. Postmaster General der Vereinigten Staaten.

## Biografie
Henderson ist beteiligt an Signature Systems Inc. und ein Mitglied der National Academy of Public Administration. Er hat einen Abschluss in Industrial Relations von der University of North Carolina at Chapel Hill und diente in der US Army. Zudem war er Direktor von comScore Networks und Vorstandsmitglied von Economic Development, der Marrow Donor Foundation und des Nature´s Best Magazine.
Henderson war von 1992 bis 1994 Vizepräsident in Employee Relations, Chief Marketing Officer und Senior Vice President des United States Postal Service (USPS). Dann war er von 1994 bis zu seiner Ernennung zum Postmaster General und CEO beim USPS als Chief Operating Officer tätig. Ferner war er auch zweieinhalb Jahre CEO bei Bestline Research und Chief Operating Officer bei Netflix Inc. Er wurde 1998 zum Postmaster General ernannt, ein Amt, das er bis zu seinem Rücktritt 2001 bekleidete.
Außer seiner Tätigkeit in Washington bekleidete er im Postbereich Managerpositionen in Chicago, Greensboro, Memphis, Stockton und anderen Standorten. Derzeit ist Henderson als Berater tätig.

## Auszeichnungen
- 1997: John Wanamaker Award von USPS
- 1998: Roger W. Jones Award for Executive Leadership von American University
- 1998: Honorary Mailing Excellence Award vom National Postal Forum für seine Arbeit mit der Nation’s Professional Mailing Industry